# The Yellow Arm
The Yellow Arm è un serial in 15 episodi del 1921 diretto da Bertram Millhauser.

## Trama

### Episodi
1. Episodio The House of Alarms
2. Episodio The Vengeance of the East
3. Episodio A Strange Disappearance
4. Episodio At Bay
5. Episodio Danger Ahead
6. Episodio A Nest of Knaves
7. Episodio In the Dead of Night
8. Episodio Smuggled Aboard
9. Episodio The Kingdom of Deceit
10. Episodio The Water Peril
11. Episodio Pawns of Power
12. Episodio The Price of a Throne
13. Episodio Behind the Curtain
14. Episodio The False Goddess
15. Episodio The Miracle

## Produzione
Il film fu prodotto dalla George B. Seitz Productions.

## Distribuzione
Il film fu distribuito dalla Pathé Exchange che lo presentò in prima il 19 giugno. Lo fece poi uscire nelle sale statunitensi presentando il primo episodio il 26 giugno 1921. Ogni episodio era di due rulli.

### Date di uscita
- USA	19 giugno 1921
- USA	26 giugno 1921	 (Episodio 2)
- USA	3 luglio 1921	         (episodio 3)
- USA	10 luglio 1921	 (episodio 4)
- USA	17 luglio 1921	 (episodio 5)
- USA	24 luglio 1921	 (episodio 6)
- USA	31 luglio 1921	 (episodio 7)
- USA	7 agosto 1921	 (episodio 8)
- USA	15 agosto 1921	 (episodio 9)
- USA	22 agosto 1921	 (episodio 10)
- USA	29 agosto 1921	 (episodio 11)
- USA	4 settembre 1921	 (episodio 12)
- USA	11 settembre 1921	 (episodio 13)
- USA	18 settembre 1921	 (episodio 14)
- USA	25 settembre 1921	 (episodio 15)

Alias
- Roaring Oaks	USA (titolo di lavorazione)